# Nephtys monroi
Nephtys monroi är en ringmaskart som beskrevs av Hartman 1950. Nephtys monroi ingår i släktet Nephtys och familjen Nephtyidae. Inga underarter finns listade i Catalogue of Life.